# Ken Howard (acteur)
Pour les articles homonymes, voir Ken Howard et Howard.
Ken Howard, de son nom complet Kenneth Joseph Howard, Jr., né le 28 mars 1944 à El Centro (Californie) et mort le 23 mars 2016 à Los Angeles (Californie), est un acteur américain.

## Filmographie

### Cinéma
- 1970 : Dis-moi que tu m'aimes, Junie Moon d'Otto Preminger : Arthur
- 1971 : Des amis comme les miens d'Otto Preminger : Cal Whiting
- 1972 : The Strange Vengeance of Rosalie de Jack Starrett : Virgil
- 1972 : 1776 de Peter H. Hunt : Thomas Jefferson
- 1976 : Independence, court métrage de John Huston : Thomas Jefferson
- 1983 : Second Thoughts de Lawrence Turman : John Michael
- 1986 : Drug Free Kids: A Parents' Guide (vidéo)
- 1991 : L'embrouille est dans le sac de John Landis : Kirkwood
- 1992 : Ulterior Motives de James Becket : Malcolm Carter
- 1994 : Danger immédiat de Phillip Noyce : Président du Comité
- 1995 : Traque sur Internet d'Irwin Winkler : Michael Bergstrom
- 1998 : Tactical Assault de Mark Griffiths : Gen Horace White
- 1999 : Premier Regard d'Irwin Winkler: Père de Virgil
- 2004 : Stuck, court métrage de Clark Harris : Marty
- 2005 : Dreamer de John Gatins : Bill Ford
- 2005 : In Her Shoes de Curtis Hanson : Michael Feller
- 2006 : Arc de Robert Ethan Gunnerson : Santee
- 2007 : Michael Clayton de Tony Gilroy : Don Jeffries
- 2007 : Smother de Vince Di Meglio : Gene Cooper
- 2008 : John Rambo de Sylvester Stallone : Arthur Marsh
- 2008 : Under Still Waters de Carolyn Miller : Conrad
- 2009 : 2:13 de Charles Adelman : Sheriff Sedgewick
- 2009 : The Beacon (en) de Michael Stokes : Officier Bobby Ford
- 2010 : A Numbers Game de James Van Alden : Harold
- 2011 : J. Edgar de Clint Eastwood : Harlan Fiske Stone
- 2012 : A Fighting Man, court métrage de Søren Olafson : George
- 2012 : Just an American de Fred Ashman : Dr Sullivan
- 2013 : A.C.O.D. de Stu Zicherman : Gary
- 2014 : Blonde sur ordonnance de Geoff Moore et David Posamentier : Walter Bishop
- 2014 : Le Juge de David Dobkin : Juge Warren
- 2015 : The Wedding Ringer de Jeremy Garelick : Ed Palmer

### Télévision

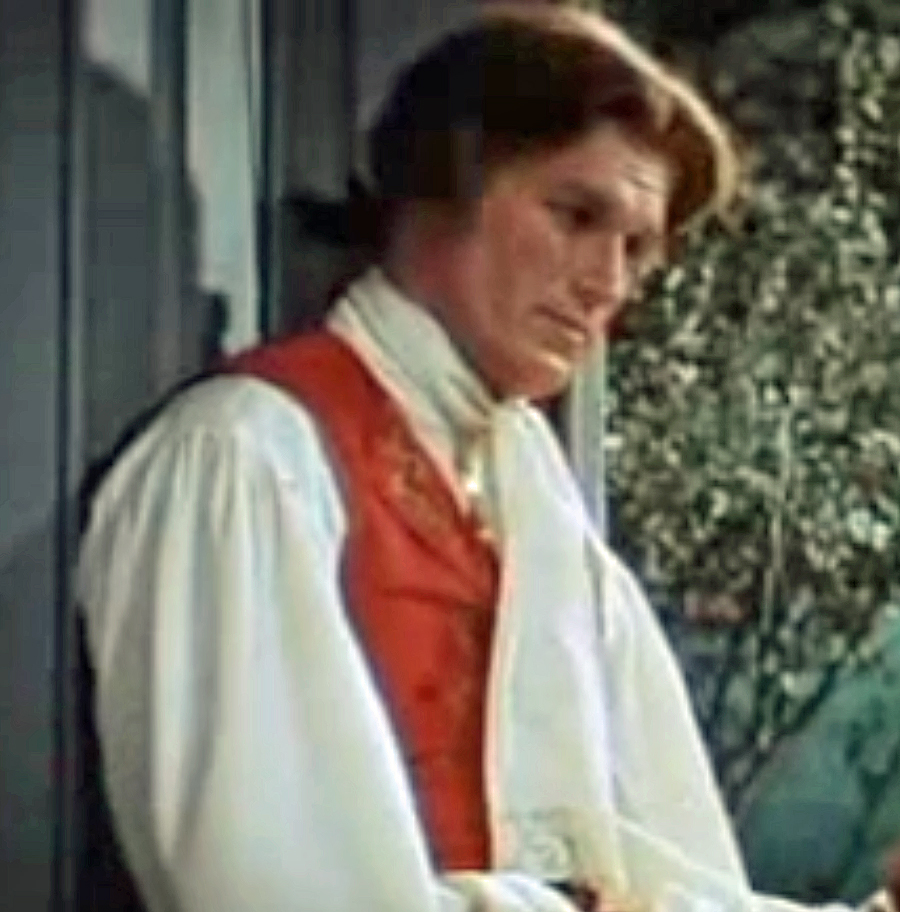
Ken Howard dans 1776 en 1972.

#### Téléfilms
- 1974 : Manhunter de Walter Grauman : Dave Barrett
- 1977 : The Court-Martial of George Armstrong Custer de Glenn Jordan : Procureur de la République
- 1978 : Superdome de Jerry Jameson : Dave Walecki
- 1978 : The Critical List de Lou Antonio : Nels Freiberg
- 1978 : Le Justicier solitaire (télévision) (A Real American Hero) de Lou Antonio : Danny Boy Mitchell
- 1980 : Father Damien: The Leper Priest de Steve Gethers : Père Damien
- 1980 : The Body Human: Facts for Boys : Père idéal
- 1982 : Victims de Jerrold Freedman : Joe Buckley
- 1982 : The Country Girl de Gary Halvorson et Michael Montel : Bernie Dodd
- 1983 : Rage of Angels de Buzz Kulik : Adam Warner
- 1984 : He's Not Your Son de Don Taylor : Michael Saunders
- 1986 : Rage of Angels: The Story Continues de Paul Wendkos : Adam J. Warner
- 1989 : L'Homme au complet marron d'Alan Grint : Gordon Race
- 1991 : Murder in New Hampshire: The Pamela Wojas Smart Story de Joyce Chopra : Bill Smart
- 1991 : Mémoire de minuit (Memories of Midnight) de Gary Nelson : Kirk Reynolds
- 1992 : Mastergate de Michael Engler : Évêque de Courtleigh
- 1993 : Pour l'amour du risque: Le retour (Hart to Hart Returns) de Peter Hunt : Dr Paul Menard
- 1994 : Une leçon de courage (Moment of Truth: To Walk Again)  de Randall Zisk
- 1995 : OP Center de Lewis Teague : Le président
- 1995 : Le Feu du secret (Her Hidden Truth) de Dan Lerner : Jack Devereaux
- 1997 : L'Amour en prime (Something Borrowed, Something Blue) de Gwen Arner : Sénateur John Farrell
- 1999 : A Vow to Cherish de John Schmidt : John Brighton
- 2000 : Un meurtre parfait (Perfect Murder, Perfect Town: JonBenét and the City of Boulder) de Lawrence Schiller : Alex Hunter
- 2004 : Un fiancé pour Noël de Kevin Connor : Juge (non crédité)
- 2007 : Le cœur n'oublie pas de David S. Cass Sr. : Thane Wetson
- 2009 : Grey Gardens de Michael Sucsy : Phelan Beale
- 2011 : The Council of Dads d'Anthony Russo et Joe Russo : Burt Wells
- 2012 : Counter Culture de Ted Wass : Ken

#### Séries télévisées

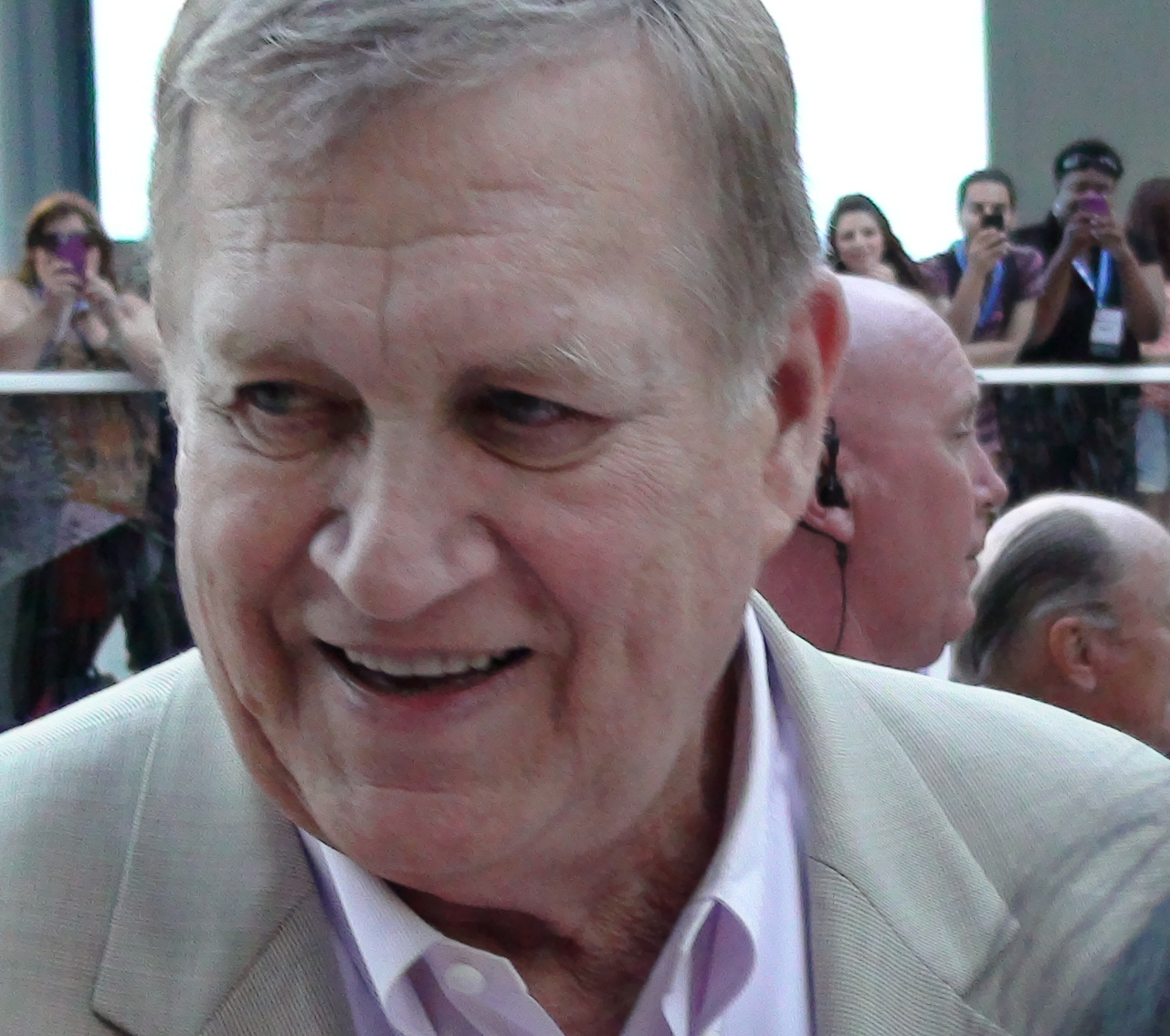
Ken Howard lors des TIFF awards 2014.

- 1969 : N.Y.P.D. (en) : Rick Crossfield (1 épisode)
- 1972 : Bonanza : Samuel Clemens / Mark Twain (1 épisode)
- 1972 : Médecins d'aujourd'hui (Medical Center) : Kevin Morgan (1 épisode)
- 1973 : Adam's Rib (en) : Adam Bonner
- 1974 : Le Justicier (The Manhunter) : Dave Barrett
- 1978-1981 : The White Shadow (en) : Ken Reeves
- 1983 : It's Not Easy (en) : Jack Long
- 1983 : Les oiseaux se cachent pour mourir (mini-série) : Rainer Hartheim (2 épisodes)
- 1984 : Glitter (en) : Sénateur (1 épisode)
- 1984-1985 : Hôtel : Divers rôles (2 épisodes)
- 1984-1988 : American Playhouse (en) : Divers rôles (2 épisodes)
- 1985-1986 : Dynastie : Garrett Boydston (13 épisodes)
- 1985-1986 : Dynastie 2 : Les Colby : Garrett Boydston (19 épisodes)
- 1985-1994 : Arabesque : Divers rôles (6 épisodes)
- 1986 : Dream Girl, U.S.A. : Animateur à la télévision
- 1991 : Le Voyageur : Dubois (1 épisode)
- 1991 : Enquêtes à Palm Springs : Jack Packer (1 épisode)
- 1992 : Les Craquantes : Jerry (1 épisode)
- 1993 : Batman : Hartness (voix) (1 épisode)
- 1994 : Waikiki Ouest : Ronald Markham (1 épisode)
- 1994 : Capitaine Planète (voix) (1 épisode)
- 1994-1998 : Melrose Place : Mr. George Andrews (5 épisodes)
- 1996 : The Client : Charlie Braxton (1 épisode)
- 1996-1997 : Diagnostic : Meurtre : Divers rôles (2 épisodes)
- 1996-2001 : Arliss : Divers rôles (2 épisodes)
- 1997-2000 : The Practice : Bobby Donnell et Associés : Divers rôles (2 épisodes)
- 1999 : À la Maison-Blanche : Juge Peyton Cabot Harrison III (1 épisode)
- 2001 : Associées pour la loi : Reardon (1 épisode)
- 2004 : Larry et son nombril : Ken Abbot (2 épisodes)
- 2001-2005 : Preuve à l'appui : Max Cavanaugh (49 épisodes)
- 2006 : The Office : Ed Truck (1 épisode)
- 2006 : Une famille du tonnerre : Dr Woodson (1 épisode)
- 2006 : Ghost Whisperer : Juge Walter Merrick (1 épisode)
- 2006 : Huff : Walt Callahan (1 épisode)
- 2006 : Conviction : Juge Hanford (1 épisode)
- 2006 : New York, unité spéciale : Dr. Arlen Rieff (saison 8, épisode 8)
- 2007 : The Nine : 52 heures en enfer : Alvy Munson (1 épisode)
- 2007 : Cane : Joe Samuels (10 épisodes)
- 2008 : Brothers & Sisters : Boyd Taylor (1 épisode)
- 2008 : Eli Stone : Thomas Hayes (1 épisode)
- 2008 : Boston Justice : Juge Walter Yardley (1 épisode)
- 2008 : Dirty Sexy Money : Evan Connello (1 épisode)
- 2009 : Cold Case : Affaires classées : Harry Kemp Jr. (1 épisode)
- 2011 : Facing Kate : Charles Pease (1 épisode)
- 2011 : The Closer : L.A. enquêtes prioritaires : Wes Durant (1 épisode)
- 2012 : Les Feux de l'amour : George Summers (3 épisodes)
- 2012 : Blue Bloods : Malcolm (1 épisode)
- 2011-2013 : 30 Rock : Hank Hooper (9 épisodes)

## Récompenses
- Daytime Emmy Awards 1981 : Meilleur interprète dans un programme spécial pour enfants/adolescents/famille pour The Body Human: Facts for Boys
- Primetime Emmy Awards 2009 : Meilleur acteur dans un second rôle dans une mini-série ou un téléfilm pour Grey Gardens